# Interlands Zwitsers voetbalelftal 1970-1979
Deze pagina toont een chronologisch en gedetailleerd overzicht van de interlands die het Zwitsers voetbalelftal heeft gespeeld in de periode 1970 – 1979.

## Interlands

### 1970
|                                                                       |             |                |        | |
| 22 april Vriendschappelijk № 339 «onderlinge duels» 20:00 uur (UTC+1) | Zwitserland | 0 – 1          | Spanje | Stade Olympique de la Pontaise, Lausanne Toeschouwers: 28.000 Scheidsrechter: Ferdinand Biwersi (FRG) |
| 22 april Vriendschappelijk № 339 «onderlinge duels» 20:00 uur (UTC+1) |             | 7' Txetxu Rojo |        | Stade Olympique de la Pontaise, Lausanne Toeschouwers: 28.000 Scheidsrechter: Ferdinand Biwersi (FRG) |

|                                                                    |                                     |       |                   |                                                                                |
| 3 mei Vriendschappelijk № 340 «onderlinge duels» 15:00 uur (UTC+1) | Zwitserland                         | 2 – 1 | Frankrijk         | St. Jakob-Park, Bazel Toeschouwers: 23.676 Scheidsrechter: Paul Schiller (AUT) |
| 3 mei Vriendschappelijk № 340 «onderlinge duels» 15:00 uur (UTC+1) | Rolf Blättler 28' Rolf Blättler 72' |       | 79' Hervé Revelli | St. Jakob-Park, Bazel Toeschouwers: 23.676 Scheidsrechter: Paul Schiller (AUT) |

|                                                                         |                   |       |                        |                                                                            |
| 17 oktober Vriendschappelijk № 341 «onderlinge duels» 15:30 uur (UTC+1) | Zwitserland       | 1 – 1 | Italië                 | Wankdorf, Bern Toeschouwers: 38.271 Scheidsrechter: Kurt Tschenscher (FRG) |
| 17 oktober Vriendschappelijk № 341 «onderlinge duels» 15:30 uur (UTC+1) | Rolf Blättler 16' |       | 85' Alessandro Mazzola | Wankdorf, Bern Toeschouwers: 38.271 Scheidsrechter: Kurt Tschenscher (FRG) |

|                                                                          |             |                    |           |                                                                                    |
| 15 november Vriendschappelijk № 342 «onderlinge duels» 15:00 uur (UTC+1) | Zwitserland | 0 – 1              | Hongarije | St. Jakob-Park, Bazel Toeschouwers: 25.000 Scheidsrechter: Concetto Lo Bello (ITA) |
| 15 november Vriendschappelijk № 342 «onderlinge duels» 15:00 uur (UTC+1) |             | 82' László Fazekas |           | St. Jakob-Park, Bazel Toeschouwers: 25.000 Scheidsrechter: Concetto Lo Bello (ITA) |

|                                                                             |             |                 |             | |
| 16 december EK 1972 kwalificatie № 343 «onderlinge duels» 14:45 uur (UTC+2) | Griekenland | 0 – 1           | Zwitserland | Georgios Karaiskákisstadion, Piraeus Toeschouwers: 30.699 Scheidsrechter: Milivoje Gugulović (YUG) |
| 16 december EK 1972 kwalificatie № 343 «onderlinge duels» 14:45 uur (UTC+2) |             | 84' Kudi Müller |             | Georgios Karaiskákisstadion, Piraeus Toeschouwers: 30.699 Scheidsrechter: Milivoje Gugulović (YUG) |

|                                                                             |                           |       |                                          |                                                                             |
| 20 december EK 1972 kwalificatie № 344 «onderlinge duels» 14:30 uur (UTC+1) | Malta                     | 1 – 2 | Zwitserland                              | Empire Stadion, Gżira Toeschouwers: 4.739 Scheidsrechter: Gocho Rusev (BUL) |
| 20 december EK 1972 kwalificatie № 344 «onderlinge duels» 14:30 uur (UTC+1) | Eddie Theobald 57' (pen.) |       | 49' René-Pierre Quentin 59' Fritz Künzli | Empire Stadion, Gżira Toeschouwers: 4.739 Scheidsrechter: Gocho Rusev (BUL) |

### 1971
|                                                                          |                                                                                                 |       |       |                                                                                      |
| 21 april EK 1972 kwalificatie № 345 «onderlinge duels» 19:45 uur (UTC+1) | Zwitserland                                                                                     | 5 – 0 | Malta | Stadion Allmend, Luzern Toeschouwers: 16.470 Scheidsrechter: Gunnar Michaelsen (DEN) |
| 21 april EK 1972 kwalificatie № 345 «onderlinge duels» 19:45 uur (UTC+1) | Rolf Blättler 14' Fritz Künzli 17' René-Pierre Quentin 26' Roland Citherlet 28' Kudi Müller 30' |       |       | Stadion Allmend, Luzern Toeschouwers: 16.470 Scheidsrechter: Gunnar Michaelsen (DEN) |

|                                                                    |                                |       |                                                                                  |                                                                                                   |
| 5 mei Vriendschappelijk № 346 «onderlinge duels» 20:30 uur (UTC+1) | Zwitserland                    | 2 – 4 | Polen                                                                            | Stade Olympique de la Pontaise, Lausanne Toeschouwers: 18.000 Scheidsrechter: Joseph Hannet (BEL) |
| 5 mei Vriendschappelijk № 346 «onderlinge duels» 20:30 uur (UTC+1) | Fritz Künzli 22' Köbi Kuhn 78' |       | 38' Zygfryd Szołtysik 53' Jan Banaś 72' Kazimierz Deyna 74' Włodzimierz Lubański | Stade Olympique de la Pontaise, Lausanne Toeschouwers: 18.000 Scheidsrechter: Joseph Hannet (BEL) |

|                                                                        |                   |       |             |                                                                                             |
| 12 mei EK 1972 kwalificatie № 347 «onderlinge duels» 20:15 uur (UTC+1) | Zwitserland       | 1 – 0 | Griekenland | Wankdorf, Bern Toeschouwers: 32.770 Scheidsrechter: Iorwerth Jones (WAL) Tom Reynolds (WAL) |
| 12 mei EK 1972 kwalificatie № 347 «onderlinge duels» 20:15 uur (UTC+1) | Karl Odermatt 74' |       |             | Wankdorf, Bern Toeschouwers: 32.770 Scheidsrechter: Iorwerth Jones (WAL) Tom Reynolds (WAL) |

|                                                                           |                                                                          |       |         |                                                                           |
| 26 september Vriendschappelijk № 348 «onderlinge duels» 15:30 uur (UTC+1) | Zwitserland                                                              | 4 – 0 | Turkije | Hardturm, Zürich Toeschouwers: 22.500 Scheidsrechter: Alois Kessler (AUT) |
| 26 september Vriendschappelijk № 348 «onderlinge duels» 15:30 uur (UTC+1) | Pierangelo Boffi 9' Karl Odermatt 22' Fritz Künzli 26' Rolf Blättler 27' |       |         | Hardturm, Zürich Toeschouwers: 22.500 Scheidsrechter: Alois Kessler (AUT) |

|                                                                            |                                        |       |                                                          |                                                                               |
| 13 oktober EK 1972 kwalificatie № 349 «onderlinge duels» 20:00 uur (UTC+1) | Zwitserland                            | 2 – 3 | Engeland                                                 | St. Jakob-Park, Bazel Toeschouwers: 47.877 Scheidsrechter: Vital Loraux (BEL) |
| 13 oktober EK 1972 kwalificatie № 349 «onderlinge duels» 20:00 uur (UTC+1) | Daniel Jeandupeux 10' Fritz Künzli 44' |       | 1' Geoff Hurst 12' Martin Chivers 80' (e.d.) Toni Weibel | St. Jakob-Park, Bazel Toeschouwers: 47.877 Scheidsrechter: Vital Loraux (BEL) |

|                                                                           |                   |       |                   |                                                                                          |
| 10 november EK 1972 kwalificatie № 350 «onderlinge duels» 19:45 uur (UTC) | Engeland          | 1 – 1 | Zwitserland       | Wembley Stadium, Londen Toeschouwers: 90.423 Scheidsrechter: Constantin Bărbulescu (ROU) |
| 10 november EK 1972 kwalificatie № 350 «onderlinge duels» 19:45 uur (UTC) | Mike Summerbee 9' |       | 26' Karl Odermatt | Wembley Stadium, Londen Toeschouwers: 90.423 Scheidsrechter: Constantin Bărbulescu (ROU) |

### 1972
|                                                                       |                   |       |                   |                                                                                           |
| 26 april Vriendschappelijk № 351 «onderlinge duels» 20:30 uur (UTC+1) | Zwitserland       | 1 – 1 | Zweden            | Stade des Charmilles, Genève Toeschouwers: 15.000 Scheidsrechter: Leo van der Kroft (NED) |
| 26 april Vriendschappelijk № 351 «onderlinge duels» 20:30 uur (UTC+1) | Rolf Blättler 78' |       | 75' Christer Hult | Stade des Charmilles, Genève Toeschouwers: 15.000 Scheidsrechter: Leo van der Kroft (NED) |

|                                                                     |       |       |             |                                                                                       |
| 10 mei Vriendschappelijk № 352 «onderlinge duels» 17:00 uur (UTC+1) | Polen | 0 – 0 | Zwitserland | Stadion im. 22 lipca, Poznań Toeschouwers: 25.000 Scheidsrechter: Rudi Glöckner (DDR) |
| 10 mei Vriendschappelijk № 352 «onderlinge duels» 17:00 uur (UTC+1) |       |       |             | Stadion im. 22 lipca, Poznań Toeschouwers: 25.000 Scheidsrechter: Rudi Glöckner (DDR) |

|                                                                        |                      |       |                   |                                                                                                  |
| 4 oktober Vriendschappelijk № 353 «onderlinge duels» 19:00 uur (UTC+1) | Denemarken           | 1 – 1 | Zwitserland       | Københavns Idrætspark, Kopenhagen Toeschouwers: 10.800 Scheidsrechter: Gerhard Schulenburg (FRG) |
| 4 oktober Vriendschappelijk № 353 «onderlinge duels» 19:00 uur (UTC+1) | John Steen Olsen 20' |       | 16' Walter Balmer | Københavns Idrætspark, Kopenhagen Toeschouwers: 10.800 Scheidsrechter: Gerhard Schulenburg (FRG) |

|                                                                            |             |       |        |                                                                            |
| 21 oktober WK 1974 kwalificatie № 354 «onderlinge duels» 19:00 uur (UTC+1) | Zwitserland | 0 – 0 | Italië | Wankdorf, Bern Toeschouwers: 47.438 Scheidsrechter: Kurt Tschenscher (FRG) |
| 21 oktober WK 1974 kwalificatie № 354 «onderlinge duels» 19:00 uur (UTC+1) |             |       |        | Wankdorf, Bern Toeschouwers: 47.438 Scheidsrechter: Kurt Tschenscher (FRG) |

|                                                                          |                                                                                   |       |                  |                                                                                       |
| 15 november Vriendschappelijk № 355 «onderlinge duels» 19:30 uur (UTC+1) | West-Duitsland                                                                    | 5 – 1 | Zwitserland      | Rheinstadion, Düsseldorf Toeschouwers: 70.387 Scheidsrechter: Leo van der Kroft (NED) |
| 15 november Vriendschappelijk № 355 «onderlinge duels» 19:30 uur (UTC+1) | Gerd Müller 23' Gerd Müller 30' Gerd Müller 47' Günter Netzer 51' Gerd Müller 77' |       | 83' Fritz Künzli | Rheinstadion, Düsseldorf Toeschouwers: 70.387 Scheidsrechter: Leo van der Kroft (NED) |

### 1973
|                                                                         |           |                   |             |                                                                                   |
| 8 april WK 1974 kwalificatie № 356 «onderlinge duels» 15:30 uur (UTC+1) | Luxemburg | 0 – 1             | Zwitserland | Stade Municipal, Luxemburg Toeschouwers: 8.405 Scheidsrechter: Franz Wöhrer (AUT) |
| 8 april WK 1974 kwalificatie № 356 «onderlinge duels» 15:30 uur (UTC+1) |           | 20' Karl Odermatt |             | Stade Municipal, Luxemburg Toeschouwers: 8.405 Scheidsrechter: Franz Wöhrer (AUT) |

|                                                                       |             |       |         |                                                                                  |
| 9 mei WK 1974 kwalificatie № 357 «onderlinge duels» 20:00 uur (UTC+1) | Zwitserland | 0 – 0 | Turkije | St. Jakob-Park, Bazel Toeschouwers: 50.868 Scheidsrechter: Gyula Emsberger (HUN) |
| 9 mei WK 1974 kwalificatie № 357 «onderlinge duels» 20:00 uur (UTC+1) |             |       |         | St. Jakob-Park, Bazel Toeschouwers: 50.868 Scheidsrechter: Gyula Emsberger (HUN) |

|                                                                      |                      |       |           |                                                                            |
| 22 juni Vriendschappelijk № 358 «onderlinge duels» 20:00 uur (UTC+1) | Zwitserland          | 1 – 0 | Schotland | Wankdorf, Bern Toeschouwers: 10.000 Scheidsrechter: Achille Verbecke (FRA) |
| 22 juni Vriendschappelijk № 358 «onderlinge duels» 20:00 uur (UTC+1) | Walter Mundschin 62' |       |           | Wankdorf, Bern Toeschouwers: 10.000 Scheidsrechter: Achille Verbecke (FRA) |

|                                                                              |                  |       |           |                                                                                    |
| 26 september WK 1974 kwalificatie № 359 «onderlinge duels» 20:00 uur (UTC+1) | Zwitserland      | 1 – 0 | Luxemburg | Stadion Allmend, Luzern Toeschouwers: 17.741 Scheidsrechter: Wolfgang Riedel (GDR) |
| 26 september WK 1974 kwalificatie № 359 «onderlinge duels» 20:00 uur (UTC+1) | Rolf Blättler 2' |       |           | Stadion Allmend, Luzern Toeschouwers: 17.741 Scheidsrechter: Wolfgang Riedel (GDR) |

|                                                                            |                                        |       |             |                                                                                            |
| 20 oktober WK 1974 kwalificatie № 360 «onderlinge duels» 15:00 uur (UTC+1) | Italië                                 | 2 – 0 | Zwitserland | Olympisch Stadion, Rome Toeschouwers: 62.881 Scheidsrechter: Antonio Camacho Jiménez (ESP) |
| 20 oktober WK 1974 kwalificatie № 360 «onderlinge duels» 15:00 uur (UTC+1) | Gianni Rivera 39' (pen,) Gigi Riva 79' |       |             | Olympisch Stadion, Rome Toeschouwers: 62.881 Scheidsrechter: Antonio Camacho Jiménez (ESP) |

|                                                                             |                                    |       |             |                                                                                       |
| 18 november WK 1974 kwalificatie № 361 «onderlinge duels» 15:00 uur (UTC+2) | Turkije                            | 2 – 0 | Zwitserland | İzmir Atatürkstadion, İzmir Toeschouwers: 67.126 Scheidsrechter: Bobby Davidson (SCO) |
| 18 november WK 1974 kwalificatie № 361 «onderlinge duels» 15:00 uur (UTC+2) | Mehmet Türken 51' Melih Atacan 54' |       |             | İzmir Atatürkstadion, İzmir Toeschouwers: 67.126 Scheidsrechter: Bobby Davidson (SCO) |

### 1974
|                                                                    |             |                   |        |                                                                                        |
| 1 mei Vriendschappelijk № 362 «onderlinge duels» 20:30 uur (UTC+1) | Zwitserland | 0 – 1             | België | Stade des Charmilles, Genève Toeschouwers: 16.000 Scheidsrechter: Luciano Giunti (ITA) |
| 1 mei Vriendschappelijk № 362 «onderlinge duels» 20:30 uur (UTC+1) |             | 61' Yves Van Herp |        | Stade des Charmilles, Genève Toeschouwers: 16.000 Scheidsrechter: Luciano Giunti (ITA) |

|                                                                     |        |       |             |                                                                            |
| 9 juni Vriendschappelijk № 363 «onderlinge duels» 19:30 uur (UTC+1) | Zweden | 0 – 0 | Zwitserland | Malmö Stadion, Malmö Toeschouwers: 23.178 Scheidsrechter: Rolf Nyhus (NOR) |
| 9 juni Vriendschappelijk № 363 «onderlinge duels» 19:30 uur (UTC+1) |        |       |             | Malmö Stadion, Malmö Toeschouwers: 23.178 Scheidsrechter: Rolf Nyhus (NOR) |

|                                                                          |                 |       |                                   |                                                                                |
| 4 september Vriendschappelijk № 364 «onderlinge duels» 20:00 uur (UTC+1) | Zwitserland     | 1 – 2 | West-Duitsland                    | St. Jakob-Park, Bazel Toeschouwers: 48.000 Scheidsrechter: Paul Schiller (AUT) |
| 4 september Vriendschappelijk № 364 «onderlinge duels» 20:00 uur (UTC+1) | Kudi Müller 23' |       | 6' Bernd Cullmann 27' Reiner Geye | St. Jakob-Park, Bazel Toeschouwers: 48.000 Scheidsrechter: Paul Schiller (AUT) |

|                                                                        |                |       |             |                                                                            |
| 9 oktober Vriendschappelijk № 365 «onderlinge duels» 20:30 uur (UTC+1) | Nederland      | 1 – 0 | Zwitserland | De Kuip, Rotterdam Toeschouwers: 10.000 Scheidsrechter: Lajos Somlai (HUN) |
| 9 oktober Vriendschappelijk № 365 «onderlinge duels» 20:30 uur (UTC+1) | Ruud Geels 39' |       |             | De Kuip, Rotterdam Toeschouwers: 10.000 Scheidsrechter: Lajos Somlai (HUN) |

|                                                                          |                                                                        |       |          |                                                                         |
| 13 november Vriendschappelijk № 366 «onderlinge duels» 20:00 uur (UTC+1) | Zwitserland                                                            | 3 – 0 | Portugal | Wankdorf, Bern Toeschouwers: 12.500 Scheidsrechter: Joop Vervoort (NED) |
| 13 november Vriendschappelijk № 366 «onderlinge duels» 20:00 uur (UTC+1) | Daniel Jeandupeux 9' Hans-Jörg Pfister 43' Hanspeter Schild 65' (pen.) |       |          | Wankdorf, Bern Toeschouwers: 12.500 Scheidsrechter: Joop Vervoort (NED) |

|                                                                            |                                 |       |                      |                                                                                           |
| 1 december EK 1976 kwalificatie № 367 «onderlinge duels» 14:30 uur (UTC+2) | Turkije                         | 2 – 1 | Zwitserland          | İzmir Atatürkstadion, İzmir Toeschouwers: 46.564 Scheidsrechter: Milivoje Gugulović (YUG) |
| 1 december EK 1976 kwalificatie № 367 «onderlinge duels» 14:30 uur (UTC+2) | İsmail Arca 28' Mehmet Oğuz 85' |       | 18' Hanspeter Schild | İzmir Atatürkstadion, İzmir Toeschouwers: 46.564 Scheidsrechter: Milivoje Gugulović (YUG) |

|                                                                         |                    |       |             |                                                                                      |
| 4 december Vriendschappelijk № 368 «onderlinge duels» 13:00 uur (UTC+1) | Hongarije          | 1 – 0 | Zwitserland | Tiszaligetistadion, Szolnok Toeschouwers: 17.000 Scheidsrechter: Adolf Mathias (AUT) |
| 4 december Vriendschappelijk № 368 «onderlinge duels» 13:00 uur (UTC+1) | László Fazekas 42' |       |             | Tiszaligetistadion, Szolnok Toeschouwers: 17.000 Scheidsrechter: Adolf Mathias (AUT) |

### 1975
|                                                                          |                        |       |                     |                                                                              |
| 30 april EK 1976 kwalificatie № 369 «onderlinge duels» 20:15 uur (UTC+1) | Zwitserland            | 1 – 1 | Turkije             | Hardturm, Zürich Toeschouwers: 21.695 Scheidsrechter: Ricardo Lattanzi (ITA) |
| 30 april EK 1976 kwalificatie № 369 «onderlinge duels» 20:15 uur (UTC+1) | İsmail Arca 43' (e.d.) |       | 53' Alpaslan Eratlı | Hardturm, Zürich Toeschouwers: 21.695 Scheidsrechter: Ricardo Lattanzi (ITA) |

|                                                                        |                               |       |                 |                                                                                 |
| 10 mei EK 1976 kwalificatie № 370 «onderlinge duels» 15:30 uur (UTC+1) | Ierland                       | 2 – 1 | Zwitserland     | Lansdowne Road, Dublin Toeschouwers: 48.074 Scheidsrechter: Paul Schiller (AUT) |
| 10 mei EK 1976 kwalificatie № 370 «onderlinge duels» 15:30 uur (UTC+1) | Mick Martin 2' Ray Treacy 29' |       | 73' Kudi Müller | Lansdowne Road, Dublin Toeschouwers: 48.074 Scheidsrechter: Paul Schiller (AUT) |

|                                                                        |                    |       |         |                                                                         |
| 21 mei EK 1976 kwalificatie № 371 «onderlinge duels» 20:00 uur (UTC+1) | Zwitserland        | 1 – 0 | Ierland | Wankdorf, Bern Toeschouwers: 12.793 Scheidsrechter: César Correia (POR) |
| 21 mei EK 1976 kwalificatie № 371 «onderlinge duels» 20:00 uur (UTC+1) | Rudolf Elsener 76' |       |         | Wankdorf, Bern Toeschouwers: 12.793 Scheidsrechter: César Correia (POR) |

|                                                                          |                 |       |                                  |                                                                                    |
| 3 september Vriendschappelijk № 372 «onderlinge duels» 20:00 uur (UTC+1) | Zwitserland     | 1 – 2 | Engeland                         | St. Jakob-Park, Bazel Toeschouwers: 25.000 Scheidsrechter: Walter Eschweiler (FRG) |
| 3 september Vriendschappelijk № 372 «onderlinge duels» 20:00 uur (UTC+1) | Kudi Müller 29' |       | 8' Kevin Keegan 19' Mick Channon | St. Jakob-Park, Bazel Toeschouwers: 25.000 Scheidsrechter: Walter Eschweiler (FRG) |

|                                                                           |                   |       |                       |                                                                                   |
| 24 september Vriendschappelijk № 373 «onderlinge duels» 17:00 uur (UTC+1) | Tsjecho-Slowakije | 1 – 1 | Zwitserland           | Za Lužánkamistadion, Brno Toeschouwers: 18.000 Scheidsrechter: Jan Łazowski (POL) |
| 24 september Vriendschappelijk № 373 «onderlinge duels» 17:00 uur (UTC+1) | Marián Masný 48'  |       | 85' (pen.) Peter Risi | Za Lužánkamistadion, Brno Toeschouwers: 18.000 Scheidsrechter: Jan Łazowski (POL) |

|                                                                            |             |                        |             |                                                                               |
| 12 oktober EK 1976 kwalificatie № 374 «onderlinge duels» 15:00 uur (UTC+1) | Zwitserland | 0 – 1                  | Sovjet-Unie | Hardturm, Zürich Toeschouwers: 17.887 Scheidsrechter: Leo van der Kroft (NED) |
| 12 oktober EK 1976 kwalificatie № 374 «onderlinge duels» 15:00 uur (UTC+1) |             | 78' Volodymyr Moentjan |             | Hardturm, Zürich Toeschouwers: 17.887 Scheidsrechter: Leo van der Kroft (NED) |

|                                                                             |                                                                                                 |       |                |                                                                               |
| 12 november EK 1976 kwalificatie № 375 «onderlinge duels» 19:00 uur (UTC+3) | Sovjet-Unie                                                                                     | 4 – 1 | Zwitserland    | Centraalstadion, Kiev Toeschouwers: 24.851 Scheidsrechter: Klaus Ohmsen (FRG) |
| 12 november EK 1976 kwalificatie № 375 «onderlinge duels» 19:00 uur (UTC+3) | Anatoliy Konkov 13' Volodymyr Onysjtsjenko 14' Volodymyr Onysjtsjenko 68' Vladimir Veremeev 81' |       | 45' Peter Risi | Centraalstadion, Kiev Toeschouwers: 24.851 Scheidsrechter: Klaus Ohmsen (FRG) |

### 1976
|                                                                      |                     |       |             |                                                                                |
| 7 april Vriendschappelijk № 376 «onderlinge duels» 20:00 uur (UTC+1) | Schotland           | 1 – 0 | Zwitserland | Hampden Park, Glasgow Toeschouwers: 15.531 Scheidsrechter: Pat Partridge (ENG) |
| 7 april Vriendschappelijk № 376 «onderlinge duels» 20:00 uur (UTC+1) | Willie Pettigrew 2' |       |             | Hampden Park, Glasgow Toeschouwers: 15.531 Scheidsrechter: Pat Partridge (ENG) |

|                                                                       |             |                    |           | |
| 30 april Vriendschappelijk № 377 «onderlinge duels» 20:00 uur (UTC+1) | Zwitserland | 0 – 1              | Hongarije | Stade Olympique de la Pontaise, Lausanne Toeschouwers: 10.000 Scheidsrechter: Georges Konrath (FRA) |
| 30 april Vriendschappelijk № 377 «onderlinge duels» 20:00 uur (UTC+1) |             | 43' László Fazekas |           | Stade Olympique de la Pontaise, Lausanne Toeschouwers: 10.000 Scheidsrechter: Georges Konrath (FRA) |

|                                                                     |                                        |       |                     |                                                                               |
| 11 mei Vriendschappelijk № 378 «onderlinge duels» 20:00 uur (UTC+1) | Zwitserland                            | 2 – 1 | Polen               | St. Jakob-Park, Bazel Toeschouwers: 8.000 Scheidsrechter: Giulio Ciacci (ITA) |
| 11 mei Vriendschappelijk № 378 «onderlinge duels» 20:00 uur (UTC+1) | Lucio Bizzini 21' Umberto Barberis 59' |       | 87' Zbigniew Boniek | St. Jakob-Park, Bazel Toeschouwers: 8.000 Scheidsrechter: Giulio Ciacci (ITA) |

|                                                                 |                     |       |             |                                                                                           |
| 19 mei Vriendschappelijk № 324 «onderlinge duels» 18:30 (UTC+2) | Finland             | 1 – 0 | Zwitserland | Väinölänniemen Stadion, Kuopio Toeschouwers: 7.007 Scheidsrechter: Erik Fredriksson (SWE) |
| 19 mei Vriendschappelijk № 324 «onderlinge duels» 18:30 (UTC+2) | Pertti Jantunen 86' |       |             | Väinölänniemen Stadion, Kuopio Toeschouwers: 7.007 Scheidsrechter: Erik Fredriksson (SWE) |

|                                                                          |                                  |       |                                        |                                                                               |
| 17 augustus Vriendschappelijk № 380 «onderlinge duels» 19:45 uur (UTC+1) | Zwitserland                      | 2 – 2 | Bulgarije                              | Stadion Allmend, Luzern Toeschouwers: 9.000 Scheidsrechter: Josef Bucek (AUT) |
| 17 augustus Vriendschappelijk № 380 «onderlinge duels» 19:45 uur (UTC+1) | Kudi Müller 10' Fritz Künzli 19' |       | 27' Tsonyo Vasilev 72' Yordan Yordanov | Stadion Allmend, Luzern Toeschouwers: 9.000 Scheidsrechter: Josef Bucek (AUT) |

|                                                                             |              |       |             |                                                                               |
| 8 september WK 1978 kwalificatie № 381 «onderlinge duels» 19:00 uur (UTC+1) | Noorwegen    | 1 – 0 | Zwitserland | Ullevaalstadion, Oslo Toeschouwers: 15.024 Scheidsrechter: Francis Rion (BEL) |
| 8 september WK 1978 kwalificatie № 381 «onderlinge duels» 19:00 uur (UTC+1) | Tom Lund 75' |       |             | Ullevaalstadion, Oslo Toeschouwers: 15.024 Scheidsrechter: Francis Rion (BEL) |

|                                                                           |                                                                |       |                            |                                                                             |
| 22 september Vriendschappelijk № 382 «onderlinge duels» 19:00 uur (UTC+1) | Oostenrijk                                                     | 3 – 1 | Zwitserland                | Linzerstadion, Linz Toeschouwers: 20.866 Scheidsrechter: Adolf Prokop (DDR) |
| 22 september Vriendschappelijk № 382 «onderlinge duels» 19:00 uur (UTC+1) | Hans Krankl 50' Helmut Köglberger 52' Wilhelm Kreuz 89' (pen.) |       | 60' (pen.) Serge Trinchero | Linzerstadion, Linz Toeschouwers: 20.866 Scheidsrechter: Adolf Prokop (DDR) |

|                                                                           |                     |       |                                     |                                                                           |
| 9 oktober WK 1978 kwalificatie № 383 «onderlinge duels» 20:00 uur (UTC+1) | Zwitserland         | 1 – 2 | Zweden                              | St. Jakob-Park, Bazel Toeschouwers: 30.000 Scheidsrechter: Hilmi Ok (TUR) |
| 9 oktober WK 1978 kwalificatie № 383 «onderlinge duels» 20:00 uur (UTC+1) | Serge Trinchero 39' |       | 29' Bo Börjesson 73' Thomas Sjöberg | St. Jakob-Park, Bazel Toeschouwers: 30.000 Scheidsrechter: Hilmi Ok (TUR) |

### 1977
|                                                                       |                |       |             |                                                                                      |
| 30 maart Vriendschappelijk № 384 «onderlinge duels» 21:30 uur (UTC+1) | Portugal       | 1 – 0 | Zwitserland | Estádio dos Barreiros, Funchal Toeschouwers: 10.000 Scheidsrechter: Gordon Kew (ENG) |
| 30 maart Vriendschappelijk № 384 «onderlinge duels» 21:30 uur (UTC+1) | João Alves 50' |       |             | Estádio dos Barreiros, Funchal Toeschouwers: 10.000 Scheidsrechter: Gordon Kew (ENG) |

|                                                                       |             |                                                                              |           |                                                                                       |
| 23 april Vriendschappelijk № 385 «onderlinge duels» 20:30 uur (UTC+1) | Zwitserland | 0 – 4                                                                        | Frankrijk | Stade des Charmilles, Genève Toeschouwers: 27.600 Scheidsrechter: Fred Delcourt (BEL) |
| 23 april Vriendschappelijk № 385 «onderlinge duels» 20:30 uur (UTC+1) |             | 31' Michel Platini 73' Didier Six 87' Dominique Rocheteau 89' Olivier Rouyer |           | Stade des Charmilles, Genève Toeschouwers: 27.600 Scheidsrechter: Fred Delcourt (BEL) |

|                                                                     |                 |       |                   |                                                                              |
| 24 mei Vriendschappelijk № 386 «onderlinge duels» 20:00 uur (UTC+1) | Zwitserland     | 1 – 0 | Tsjecho-Slowakije | St. Jakob-Park, Bazel Toeschouwers: 8.000 Scheidsrechter: Klaus Ohmsen (FRG) |
| 24 mei Vriendschappelijk № 386 «onderlinge duels» 20:00 uur (UTC+1) | Kudi Müller 72' |       |                   | St. Jakob-Park, Bazel Toeschouwers: 8.000 Scheidsrechter: Klaus Ohmsen (FRG) |

|                                                                        |                                     |       |                |                                                                                 |
| 8 juni WK 1978 kwalificatie № 387 «onderlinge duels» 19:00 uur (UTC+1) | Zweden                              | 2 – 1 | Zwitserland    | Råsundastadion, Solna Toeschouwers: 43.269 Scheidsrechter: Malcolm Wright (NIR) |
| 8 juni WK 1978 kwalificatie № 387 «onderlinge duels» 19:00 uur (UTC+1) | Thomas Sjöberg 69' Bo Börjesson 77' |       | 80' Peter Risi | Råsundastadion, Solna Toeschouwers: 43.269 Scheidsrechter: Malcolm Wright (NIR) |

|                                                                          |          |       |             |                                                                                    |
| 7 september Vriendschappelijk № 388 «onderlinge duels» 19:45 uur (UTC+1) | Engeland | 0 – 0 | Zwitserland | Wembley Stadium, Londen Toeschouwers: 42.000 Scheidsrechter: Georges Konrath (FRA) |
| 7 september Vriendschappelijk № 388 «onderlinge duels» 19:45 uur (UTC+1) |          |       |             | Wembley Stadium, Londen Toeschouwers: 42.000 Scheidsrechter: Georges Konrath (FRA) |

|                                                                           |                    |       |                                 |                                                                             |
| 21 september Vriendschappelijk № 389 «onderlinge duels» 20:00 uur (UTC+1) | Zwitserland        | 1 – 2 | Spanje                          | Wankdorf, Bern Toeschouwers: 13.000 Scheidsrechter: Ferdinand Biwersi (FRG) |
| 21 september Vriendschappelijk № 389 «onderlinge duels» 20:00 uur (UTC+1) | Rudolf Elsener 43' |       | 48' Rubén Cano 56' López Ufarte | Wankdorf, Bern Toeschouwers: 13.000 Scheidsrechter: Ferdinand Biwersi (FRG) |

|                                                                    |                                      |       |         |                                                                         |
| 5 oktober Vriendschappelijk № 390 «onderlinge duels» 20:00 (UTC+1) | Zwitserland                          | 2 – 0 | Finland | Hardturm, Zürich Toeschouwers: 7.618 Scheidsrechter: Alain Delmer (FRA) |
| 5 oktober Vriendschappelijk № 390 «onderlinge duels» 20:00 (UTC+1) | Rudolf Elsener 12' Joseph Küttel 65' |       |         | Hardturm, Zürich Toeschouwers: 7.618 Scheidsrechter: Alain Delmer (FRA) |

|                                                                            |                    |       |           |                                                                            |
| 30 oktober WK 1978 kwalificatie № 391 «onderlinge duels» 14:30 uur (UTC+1) | Zwitserland        | 1 – 0 | Noorwegen | Wankdorf, Bern Toeschouwers: 11.000 Scheidsrechter: Valentin Lipatov (URS) |
| 30 oktober WK 1978 kwalificatie № 391 «onderlinge duels» 14:30 uur (UTC+1) | Claudio Sulser 29' |       |           | Wankdorf, Bern Toeschouwers: 11.000 Scheidsrechter: Valentin Lipatov (URS) |

|                                                                          |                                                                            |       |                 |                                                                                    |
| 16 november Vriendschappelijk № 392 «onderlinge duels» 16:00 uur (UTC+1) | West-Duitsland                                                             | 4 – 1 | Zwitserland     | Neckarstadion, Stuttgart Toeschouwers: 58.000 Scheidsrechter: Sergio Gonella (ITA) |
| 16 november Vriendschappelijk № 392 «onderlinge duels» 16:00 uur (UTC+1) | André Meyer 13' (e.d.) Heinz Flohe 16' Klaus Fischer 25' Klaus Fischer 60' |       | 45' André Meyer | Neckarstadion, Stuttgart Toeschouwers: 58.000 Scheidsrechter: Sergio Gonella (ITA) |

### 1978
|                                                                      |                                                                 |       |                    |                                                                                                |
| 8 maart Vriendschappelijk № 393 «onderlinge duels» 17:00 uur (UTC+1) | DDR                                                             | 3 – 1 | Zwitserland        | Ernst Thälmannstadion, Karl-Marx-Stadt Toeschouwers: 28.000 Scheidsrechter: László Pádár (HUN) |
| 8 maart Vriendschappelijk № 393 «onderlinge duels» 17:00 uur (UTC+1) | Hans-Jürgen Riediger 4' Martin Hoffmann 25' Martin Hoffmann 40' |       | 32' Claudio Sulser | Ernst Thälmannstadion, Karl-Marx-Stadt Toeschouwers: 28.000 Scheidsrechter: László Pádár (HUN) |

|                                                                      |             |              |            |                                                                                   |
| 4 april Vriendschappelijk № 394 «onderlinge duels» 20:00 uur (UTC+1) | Zwitserland | 0 – 1        | Oostenrijk | St. Jakob-Park, Bazel Toeschouwers: 13.000 Scheidsrechter: Ricardo Lattanzi (ITA) |
| 4 april Vriendschappelijk № 394 «onderlinge duels» 20:00 uur (UTC+1) |             | 4' Kurt Jara |            | St. Jakob-Park, Bazel Toeschouwers: 13.000 Scheidsrechter: Ricardo Lattanzi (ITA) |

|                                                                          |                                      |       |                  |                                                                                  |
| 6 september Vriendschappelijk № 395 «onderlinge duels» 19:45 uur (UTC+1) | Zwitserland                          | 2 – 0 | Verenigde Staten | Stadion Allmend, Luzern Toeschouwers: 6.500 Scheidsrechter: Jaromír Fausek (TCH) |
| 6 september Vriendschappelijk № 395 «onderlinge duels» 19:45 uur (UTC+1) | Rudolf Elsener 13' Marc Schnyder 80' |       |                  | Stadion Allmend, Luzern Toeschouwers: 6.500 Scheidsrechter: Jaromír Fausek (TCH) |

|                                                                            |                   |       |                                                     |                                                                         |
| 11 oktober EK 1980 kwalificatie № 396 «onderlinge duels» 20:15 uur (UTC+1) | Zwitserland       | 1 – 3 | Nederland                                           | Wankdorf, Bern Toeschouwers: 20.732 Scheidsrechter: César Correia (POR) |
| 11 oktober EK 1980 kwalificatie № 396 «onderlinge duels» 20:15 uur (UTC+1) | Markus Tanner 31' |       | 19' Piet Wildschut 67' Ernie Brandts 90' Ruud Geels | Wankdorf, Bern Toeschouwers: 20.732 Scheidsrechter: César Correia (POR) |

|                                                                             |                                     |       |             |                                                                                 |
| 15 november EK 1980 kwalificatie № 397 «onderlinge duels» 17:00 uur (UTC+1) | Polen                               | 2 – 0 | Zwitserland | Olympiastadion, Wrocław Toeschouwers: 27.576 Scheidsrechter: Franz Wöhrer (AUT) |
| 15 november EK 1980 kwalificatie № 397 «onderlinge duels» 17:00 uur (UTC+1) | Zbigniew Boniek 39' Roman Ogaza 56' |       |             | Olympiastadion, Wrocław Toeschouwers: 27.576 Scheidsrechter: Franz Wöhrer (AUT) |

### 1979
|                                                                          |                                              |       |             |                                                                                      |
| 28 maart EK 1980 kwalificatie № 398 «onderlinge duels» 20:00 uur (UTC+1) | Nederland                                    | 3 – 0 | Zwitserland | Philips-sportpark, Eindhoven Toeschouwers: 21.674 Scheidsrechter: John Hunting (ENG) |
| 28 maart EK 1980 kwalificatie № 398 «onderlinge duels» 20:00 uur (UTC+1) | Kees Kist 55' John Metgod 84' Jan Peters 89' |       |             | Philips-sportpark, Eindhoven Toeschouwers: 21.674 Scheidsrechter: John Hunting (ENG) |

|                                                                       |             |                                        |     |                                                                                         |
| 5 mei EK 1980 kwalificatie № 399 «onderlinge duels» 17:30 uur (UTC+1) | Zwitserland | 0 – 2                                  | DDR | Espenmoos, Sankt Gallen Toeschouwers: 7.486 Scheidsrechter: Augusto Lamo Castillo (ESP) |
| 5 mei EK 1980 kwalificatie № 399 «onderlinge duels» 17:30 uur (UTC+1) |             | 45' Lutz Lindemann 90' Joachim Streich |     | Espenmoos, Sankt Gallen Toeschouwers: 7.486 Scheidsrechter: Augusto Lamo Castillo (ESP) |

|                                                                        |                                          |       |         |                                                                                |
| 22 mei EK 1980 kwalificatie № 400 «onderlinge duels» 18:15 uur (UTC+1) | Zwitserland                              | 2 – 0 | IJsland | Wankdorfstadion, Bern Toeschouwers: 20.234 Scheidsrechter: Albert Victor (LUX) |
| 22 mei EK 1980 kwalificatie № 400 «onderlinge duels» 18:15 uur (UTC+1) | Herbert Hermann 27' Gianpietro Zappa 53' |       |         | Wankdorfstadion, Bern Toeschouwers: 20.234 Scheidsrechter: Albert Victor (LUX) |

|                                                                      |                       |       |                                      |                                                                                       |
| 9 juni EK 1980 kwalificatie № 401 «onderlinge duels» 14:00 uur (UTC) | IJsland               | 1 – 2 | Zwitserland                          | Laugardalsvöllur, Reykjavik Toeschouwers: 10.469 Scheidsrechter: Éamonn Farrell (IRL) |
| 9 juni EK 1980 kwalificatie № 401 «onderlinge duels» 14:00 uur (UTC) | Janus Guðlaugsson 50' |       | 58' Raimondo Ponte 61' Heinz Hermann | Laugardalsvöllur, Reykjavik Toeschouwers: 10.469 Scheidsrechter: Éamonn Farrell (IRL) |

|                                                                              |             |                                               |       |                                                                                                  |
| 12 september EK 1980 kwalificatie № 402 «onderlinge duels» 20:15 uur (UTC+1) | Zwitserland | 0 – 2                                         | Polen | Stade Olympique de la Pontaise, Lausanne Toeschouwers: 22.363 Scheidsrechter: Otto Anderco (ROU) |
| 12 september EK 1980 kwalificatie № 402 «onderlinge duels» 20:15 uur (UTC+1) |             | 34' Stanisław Terlecki 63' Stanisław Terlecki |       | Stade Olympique de la Pontaise, Lausanne Toeschouwers: 22.363 Scheidsrechter: Otto Anderco (ROU) |

|                                                                            |                                                                                                   |       |                                           |                                                                                              |
| 13 oktober EK 1980 kwalificatie № 403 «onderlinge duels» 14:00 uur (UTC+1) | DDR                                                                                               | 5 – 2 | Zwitserland                               | Stadion der Weltjugend, Oost-Berlijn Toeschouwers: 32.406 Scheidsrechter: Robert Wurtz (FRA) |
| 13 oktober EK 1980 kwalificatie № 403 «onderlinge duels» 14:00 uur (UTC+1) | Gerd Weber 1' Umberto Barberis 18' Rüdiger Schnuphase 26' Martin Hoffmann 75' Martin Hoffmann 80' |       | 11' Martin Hoffmann 72' Hans-Jörg Pfister | Stadion der Weltjugend, Oost-Berlijn Toeschouwers: 32.406 Scheidsrechter: Robert Wurtz (FRA) |

|                                                                          |                                           |       |             |                                                                              |
| 17 november Vriendschappelijk № 404 «onderlinge duels» 14:30 uur (UTC+1) | Italië                                    | 2 – 0 | Zwitserland | Stadio Friuli, Udine Toeschouwers: 33.000 Scheidsrechter: Ulf Eriksson (SWe) |
| 17 november Vriendschappelijk № 404 «onderlinge duels» 14:30 uur (UTC+1) | Francesco Graziani 25' Marco Tardelli 40' |       |             | Stadio Friuli, Udine Toeschouwers: 33.000 Scheidsrechter: Ulf Eriksson (SWe) |

CONMEBOL: Colombia · Ecuador

UEFA: Albanië · België · Bulgarije · Cyprus · Denemarken · West-Duitsland · Duitse Democratische Republiek · Engeland · Finland · Frankrijk · Griekenland · Hongarije · IJsland · Ierland · Italië · Joegoslavië · Luxemburg · Malta · Nederland · Noord-Ierland · Noorwegen · Oostenrijk · Polen · Portugal · Roemenië · Schotland ·  Sovjet-Unie ·  Spanje · Tsjecho-Slowakije · Turkije · Wales ·  Zweden · Zwitserland

CAF: Madagaskar AFC: Israël

SFV · A-internationals · Selecties · Bondscoaches · Zwitsers vrouwenelftal · Olympisch elftal · Zwitserland U21 · Zwitserland U19 · Zwitserland U18 · Zwitserland U17 · Zwitserland U16 · Vrouwen U17
1905 – 1919 · 
1920 – 1929 · 
1930 – 1939 · 
1940 – 1949 · 
1950 – 1959 · 
1960 – 1969 · 
1970 – 1979 · 
1980 – 1989 · 
1990 – 1999 · 
2000 – 2009 · 
2010 – 2019 · 
2020 – 2029
EK's: 1996 · 
2004 · 
2008 · 
2016 · 
2020 · 
2024
WK's: 1934 · 
1938 · 
1950 · 
1954 · 
1962 · 
1966 · 
1994 · 
2006 · 
2010 · 
2014 · 
2018 · 
2022
OS: 1924 · 
1928 · 
2012
1905 · 
1906 · 1907 · 
1908 · 
1909 · 
1910 · 
1911 · 
1912 · 
1913 · 
1914 · 
1915 · 
1916 · 
1917 · 
1918 · 
1919 · 
1920 · 
1921 · 
1922 · 
1923 · 
1924 · 
1925 · 
1926 · 
1927 · 
1928 · 
1929 · 
1930 · 
1931 · 
1932 · 
1933 · 
1934 · 
1935 · 
1936 · 
1937 · 
1938 · 
1939 · 
1940 · 
1941 · 
1942 · 
1943 · 
1944 · 
1945 · 
1946 · 
1947 · 
1948 · 
1949 · 
1950 · 
1952 ·
1952 · 
1953 · 
1954 · 
1955 · 
1956 · 
1957 · 
1958 · 
1959 · 
1960 · 
1961 · 
1962 · 
1963 · 
1964 · 
1965 · 
1966 · 
1967 · 
1968 · 
1969 · 
1970 · 
1971 · 
1972 · 
1973 · 
1974 · 
1975 · 
1976 · 
1977 ·
1978 · 
1979 · 
1980 · 
1981 · 
1982 · 
1983 · 
1984 · 
1985 · 
1986 · 
1987 · 
1988 · 
1989 · 
1990 ·
1991 · 
1992 · 
1993 · 
1994 ·
1995 · 
1996 · 
1997 · 
1998 · 
1999 · 
2000 · 
2001 · 
2002 · 
2003 · 
2004 · 
2005 · 
2006 · 
2007 · 
2008 · 
2009 · 
2010 · 
2011 · 
2012 · 
2013 ·
2014 ·
2015 ·
2016 ·
2017 ·
2018 ·
2019 ·
2020 ·
2021 ·
2022
Albanië ·
Algerije · 
Andorra · 
Argentinië ·
Australië ·
Azerbeidzjan ·
België ·
Bolivia ·
Bosnië en Herzegovina ·
Brazilië ·
Bulgarije ·
Canada ·
Chili ·
China ·
Colombia ·
Costa Rica ·
Cyprus ·
Denemarken ·
DDR ·
Duitsland ·
Ecuador ·
Egypte ·
Engeland · 
Estland ·
Faeröer ·
Finland ·
Frankrijk ·
Georgië ·
Ghana ·
Gibraltar ·
Griekenland ·
Honduras ·
Hongarije ·
Hongkong ·
Ierland ·
IJsland ·
Israël ·
Italië ·
Ivoorkust ·
Jamaica ·
Japan ·
Joegoslavië ·
Kameroen ·
Kenia ·
Kosovo ·
Kroatië ·
Letland ·
Liechtenstein ·
Litouwen ·
Luxemburg ·
Malta ·
Marokko ·
Mexico ·
Moldavië ·
Montenegro ·
Nederland ·
Nigeria ·
Noord-Ierland ·
Noorwegen ·
Oekraïne ·
Oman ·
Oostenrijk ·
Panama ·
Peru ·
Polen ·
Portugal ·
Qatar ·
Roemenië ·
Rusland ·
Saarland ·
San Marino ·
Schotland ·
Servië ·
Slovenië ·
Slowakije ·
Sovjet-Unie · 
Spanje ·
Togo ·
Tsjechië ·
Tsjecho-Slowakije ·
Tunesië ·
Turkije ·
Uruguay ·
Venezuela ·
VA Emiraten ·
Verenigde Staten ·
Wales ·
Wit-Rusland ·
Zimbabwe ·
Zuid-Korea ·
Zweden
Albanië (2016) ·
Argentinië (2014) ·
Brazilië (2018) ·
Chili (2010) ·
Costa Rica (2018) ·
Ecuador (2014) ·
Frankrijk (2006) ·
Frankrijk (2014) ·
Frankrijk (2016) ·
Frankrijk (2021) ·
Honduras (2010) · 
Honduras (2014) · 
Italië (2021) · 
Oekraïne (2006) ·
Portugal (2008)  · 
Portugal (2022) · 
Roemenië (2016) · 
Servië (2018) ·
Spanje (2010) ·
Spanje (2021) ·
Togo (2006) ·
Tsjechië (2008) ·
Turkije (2008) ·
Turkije (2021) ·
Wales (2021) ·
Zuid-Korea (2006) ·
Zweden (2018)